# Bayston Hill
Bayston Hill es una parroquia civil situada en Shropshire, Inglaterra. Según el censo de 2021, tiene una población de 5200 habitantes.
Es un suburbio de la ciudad de Shrewsbury.